# Станіслав Дунін-Борковський (єзуїт)
Збігнев Станіслав Марцін Дунін-Борковський ТІ (11 листопада 1864, с. Виннички — 1 травня 1934, м. Бонн, Німеччина) — польський аристократ, граф, чернець-єзуїт, філософ, дослідник творчості Боруха Спінози.

## Біографія
Батько — драматург Вітольд Францішек Дунін-Борковський (1842—1875), застрелився з револьвера у Винничках. Матір — дружина батька Казімера з Фредрів. Дідусь — Александер Лешек Дунін-Борковський (його дружина — Северина з Целецьких).
Основні праці: «Der junge De Spinosa», 1910; «Die Kirche als Stiftung Christi», 1921; «Schцpferische Liebe», 1922; «Spinosa nach 300 Jahren», 1932; «Aus den Tagen Spinozas», 1933.

## Історія роду
Шаблон:Оновити розділ
Походив зі старовинного українського[джерело?] роду. Предок графа Юрій Василь Дунін-Борковський (1640—1702) був генеральним обозним Війська Запорозького, похований в Єлецькому монастирі. На думку Андрія Байцара, згодом нащадки генерального обозного прийняли католицьку віру і переїхали зі Східної України до Галичини..

## Джерело
- Байцар А. Відомий польський філософ Станіслав Дунін-Борковський — уродженець Винник.
- Байцар Андрій.  Винники туристичні. Науково-краєзнавче видання / А. Л. Байцар. — Винники: Друксервіс, 2016. — 312 с.
- Байцар Андрій.  Історія Винник в особах. Науково-краєзнавче видання / А. Л. Байцар. — Винники; Львів: ЗУКЦ, 2017. — 180 с.
- Siwek P. T.J. Borkowski Stanisław Dunin (1864—1934) // Polski Słownik Biograficzny. — Kraków : Nakładem Polskiej Akademii Umiejętności, 1936. — T. II/2. — S. 338—339. (пол.)